# Bernardino India

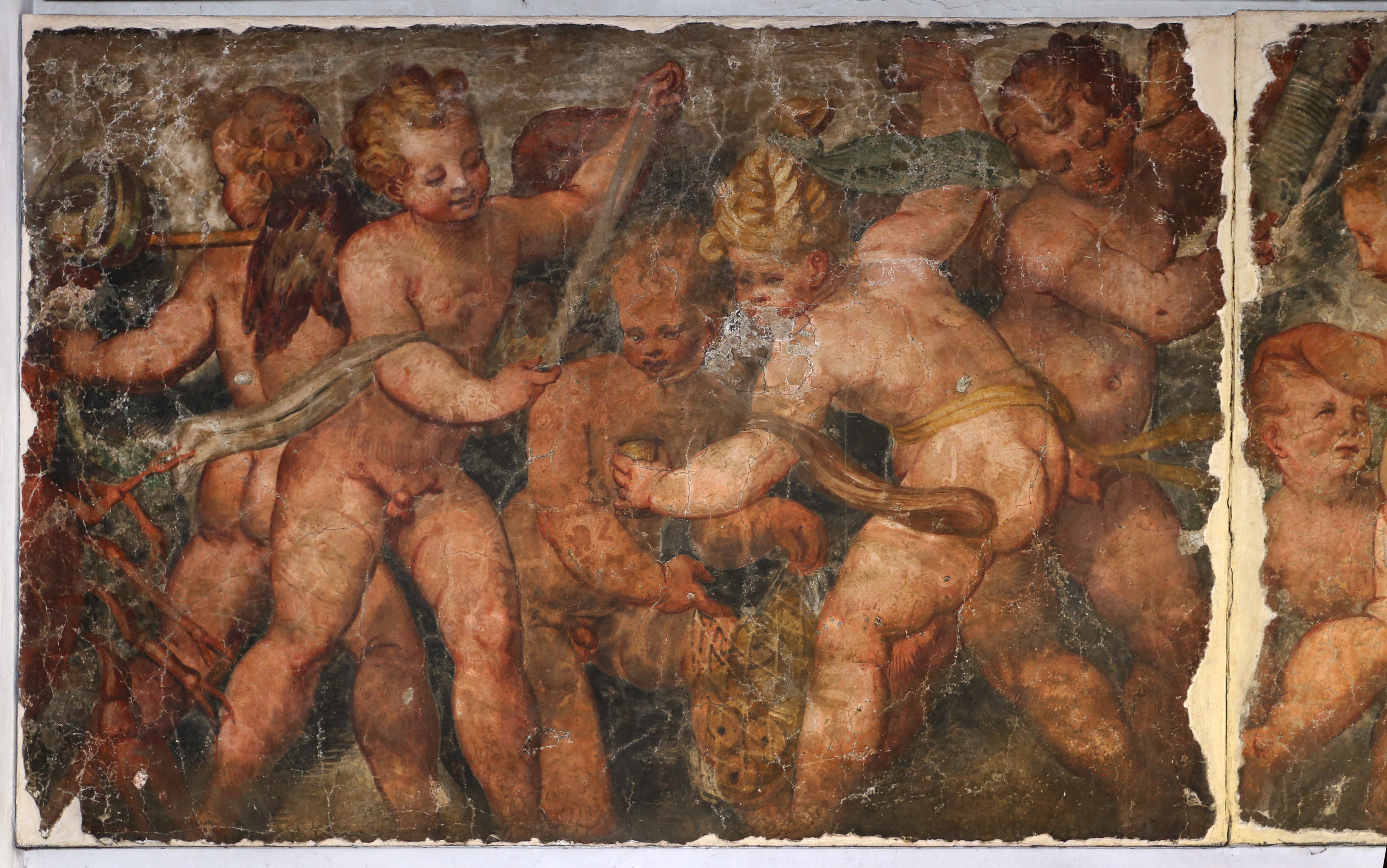
Bernardino India, Fresken der südlichen Fassade des Palazzo Fiorio della Seta, Putti-Fries, Verona um 1555

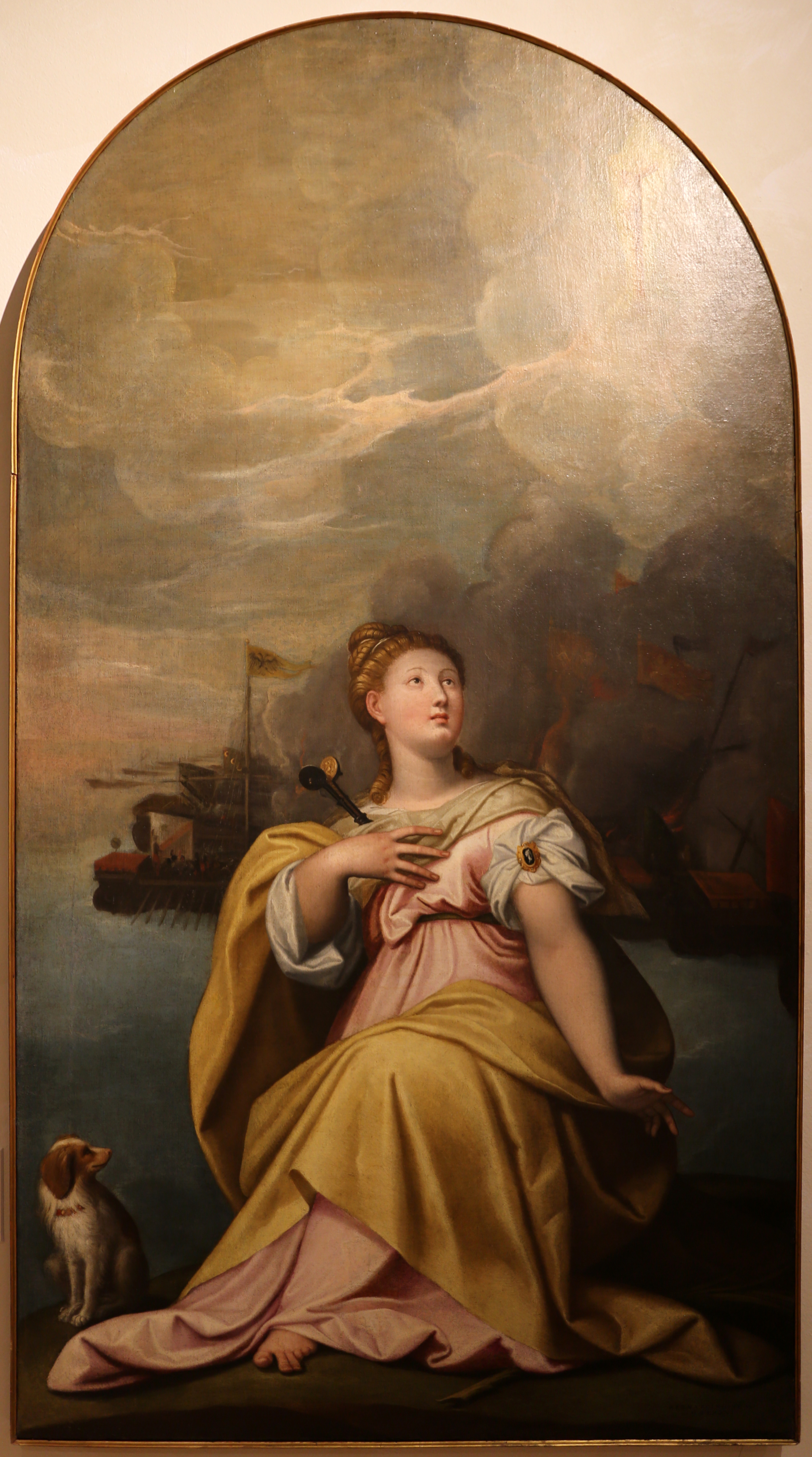
Bernardino India, Heilige Justine. Museo di Castelvecchio, Verona 1576

Bernardino India (* 1528 in Verona; † 1590 ebenda) war ein italienischer Maler des Manierismus.
Er malte sowohl Fresken als auch Leinwände. Seine Fresken hatten griechische Helden und Götter, römische Figuren, Engel und Allegorien zum Thema, die für Privatwohnungen bestimmt waren. Seine Gemälde auf Leinwand waren religiöser Natur und dienten für die Kirchen von Verona.

## Leben
Bernardino war ein Sohn von Cristoforo di Mandello da Gazzo und von Dorotea India. Sein Vater starb recht früh, so dass er von seinen Großeltern mütterlicherseits aufgezogen wurde. India nahm ihren Namen an und war ihr einziger Erbe.
Er ging bei einer festen Gruppe von Freskenmalern in Verona in die Lehre: Giovanni Maria Falconetto, Giovanni Francesco Caroto, Francesco Torbido und Domenico Brusasorci. Darüber hinaus wurde sein Stil von seinen Zeitgenossen Paolo Veronese und Parmigianino beeinflusst. India schmückte Paläste und Patrizierhäuser mit seinen Fresken. In den Jahren 1552–1555 hielt er sich in Vicenza auf, um den dortigen Palast von Marcantonio Thiene zu illuminieren. Im Jahr 1555 heiratet er Anna degli Stivieri, mit der er keine Kinder hat. Das Paar kehrt nach Verona zurück.
Immer wieder erhielt er Aufträge für Fresken, sogar für Paläste in der Hauptstadt Venedig. In dieser zweiten Periode seines künstlerischen Lebens verfeinert er seine Farbpalette und wagt es, Landschaften mit Bauwerken der klassischen Antike zu mischen. Später gab es weniger Arbeit für Freskenmaler in Verona. India wechselte zur Malerei auf Leinwand. Er fertigt Altarbilder für die Kirche San Zeno Maggiore in Verona und für andere Kirchen an. Die Themen sind die Jungfrau Maria, Heilige und biblische Figuren. Ab 1580 hört India auf, Fresken zu malen.
Im Jahr 1589 machte India sein Testament. Er benennt zwei Cousins als Erben: einen Maler und einen Arzt. Letzterer sollte eine ganze Sammlung von Porträts von seiner Hand erhalten. Er starb 1590, den meisten Quellen zufolge in Verona, seiner Heimatstadt.

## Werke (Auswahl)
Bernardino Indias Werk entfaltet sich vor allem in Freskendekorationen für private Palazzi, von denen einige verloren gegangen sind, wie die Fresken für den Palazzo Florio della Seta in Verona, die von India und Domenico Brusasorzi geschaffen wurden und von denen einige Fragmente im Cavalcaselle-Museum erhalten sind. Es gab eine wichtige Zusammenarbeit mit Michele Sanmicheli im Palazzo Canossa und in der Kirche San Bernardino (Verona) in Verona und in der Villa Del Bene in Dolcè, und mit Andrea Palladio in der Villa Pojana und im Palazzo Thiene.
- Das Martyrium der Heiligen Degnamerita, Verona, Museo di Castelvecchio;
- Heilige Giustina beim Gebet während der Schlacht von Lepanto, Verona, Museo di Castelvecchio;
- Porträt des Bischofs Matteo Giberti, Verona, Museo di Castelvecchio;
- Geburt Christi, Verona, Kirche San Bernardino;
- Madonna, Verona, Kirche San Fermo Maggiore;
- Bekehrung des Heiligen Paulus, Verona, Kirche Santi Nazaro und Celso (Verona);
- Die Vermählung der Heiligen Katharina mit dem Jesuskind, Kirche Sant’Eufemia